# Липопротеины высокой плотности

Функции ЛПВП

Липопротеины высокой плотности (ЛПВП, ЛВП; англ. High-density lipoproteins, HDL) — класс липопротеинов плазмы крови. ЛПВП обладают антиатерогенными свойствами. Так как высокая концентрация ЛПВП существенно снижает риск атеросклероза и сердечно-сосудистых заболеваний, холестерин ЛПВП иногда называют «хорошим холестерином» (альфа-холестерином) в отличие от «плохого холестерина» ЛПНП, который, наоборот, увеличивает риск развития атеросклероза. ЛПВП обладают максимальной среди липопротеинов плотностью из-за высокого уровня белка относительно липидов. Частицы ЛПВП — наиболее мелкие среди липопротеинов, их размер — 8–11 нм.
Помимо участия в процессе обратного транспорта холестерина, было показано что ЛПВП модулирует воспалительные процессы, свертывание крови и вазомоторные реакции, к тому же эти частицы также обладают антиоксидантными свойствами и способствуют иммунным реакциям и межклеточной передаче сигналов

## История открытия
Первый липопротеин высокой плотности был открыт в 1929 году в Институте Пастера в Париже Мишелем Машбёфом. Он выделил из сыворотки лошади богатый липидами альфа-глобулин.

## Структура и функция
Частицы ЛПВП синтезируются в печени из аполипопротеинов А1 и А2, связанных с фосфолипидами. Такие образующиеся частицы также называются дисками благодаря их дискообразной форме. В крови такие частицы взаимодействуют с другими липопротеинами и с клетками, быстро захватывая холестерин и приобретая зрелую сферическую форму. Холестерин локализуется на липопротеине на его поверхности вместе с фосфолипидами. Однако фермент лецитинхолестеринацилтрансфераза (ЛХАТ) этерифицирует холестерин до эфира холестерина, который из-за высокой гидрофобности проникает в ядро частицы, освобождая место на поверхности.
| Белки    | Происхождение и биологическая функция |
| -------- | --- |
| ApoA-I   | Основной структурный и функциональный аполипопротеин, который взаимодействует с клеточными рецепторами, активирует лецитин-холестерин-ацилтрансферазу (ЛХАТ) и проявляет антиатерогенную активность. Основными участками синтеза и секреции ApoAI являются печень и тонкий кишечник.                                                        |
| АпоА-II  | Структурно-функциональный аполипопротеин, синтезируется преимущественно в печени. |
| АпоА-IV  | Структурно-функциональный аполипопротеин, синтезируемый в кишечнике. |
| ApoC-I   | Обладает высоким положительным зарядом и, таким образом, может связывать свободные жирные кислоты, может модулировать активность некоторых белков, участвующих в метаболизме ЛПВП, может активировать ЛХАТ и может ингибировать печеночную липазу и транспортный белок сложного эфира холестерина (CETP).                                   |
| ApoC-II  | Активирует липопротеинлипазу (ЛПЛ). |
| ApoC-III | Ингибитор печеночной липазы и липопротеинлипазы |
| ApoC-IV  | Регулятор метаболизма триглицеридов. |
| ApoD     | Отвечает за связывание и транспорт небольших гидрофобных молекул. Экспрессируется во многих тканях, включая печень и кишечник. |
| ApoE     | Структурный и функциональный аполипопротеин, лиганд для рецепторов липопротеинов низкой плотности (ЛПНП) и белка, ассоциированного с рецепторами ЛПНП (LRP), и связывается с гликозаминогликанами на клетках. Синтезируется в нескольких тканях и типах клеток, включая печень, эндокринные ткани, центральную нервную систему и макрофаги. |
| ApoF     | Ингибитор транспортного белка сложного эфира холестерина (CETP). Он синтезируется в печени. |
| ApoH     | Связывает отрицательно заряженные молекулы, в первую очередь кардиолипин, и предотвращает активацию каскада свертывания крови за счет связывания с фосфолипидами на поверхности поврежденных клеток. Регулирует агрегацию тромбоцитов и экспрессируется в печени.                                                                           |
| ApoJ     | Связывает гидрофобные молекулы и взаимодействует с рецепторами клеток. |
| ApoL-I   | Основной компонент сывороточного трипанолитического фактора. Он выражен в поджелудочной железе, легких, простате, печени, плаценте и селезенке. |
| ApoM     | Связывает небольшие гидрофобные молекулы, в первую очередь Сфингозин-1-фосфат (S1P), а также окисленные фосфолипиды. Синтезируется в печени и почках. |
| PON1     | Са 2+ - зависимая лактоназа с антиоксидантными свойствами, синтезируется в основном в печени, но также в почках и толстой кишке. |

## Рекомендованные нормы концентраций
Согласно исследованиям, на 2022 год нормальный для здорового человека уровень липопротеидов высокой плотности — от 40 до 80 мг/децилитр для мужчин и от 40 до 100 мг/дл для женщин. При уровне ЛПВП за этими пределами повышается риск сердечно-сосудистых заболеваний, приводящих к смерти. У людей с очень высоким уровнем ЛПВП этот риск повышен на 80% в сравнении с людьми с нормальным уровнем ЛПВП в крови.
| Концентрация мг/дл | Концентрация ммоль/л | Примечание                                                                                     |
| <40 | <1,03                | Низкий холестерин ЛПВП, повышенный риск сердечно-сосудистых заболеваний (<50 мг/дл для женщин) |
| 40-59 | 1,03-1,55            | Средний уровень ЛПВП                                                                           |
| >60 | >1,55                | Высокий уровень ЛПВП, протективный против развития сердечно-сосудистых заболеваний             |
| - Приведенные «рекомендуемые концентрации» получены на основании популяционного подхода, на ограниченной выборке лиц, имеющих склонность к атеросклерозу и сердечно-сосудистым заболеваниям. У некоторых индивидуумов и у целых групп людей могут наблюдаться низкие концентрации ЛПВП, не коррелирующие с каким-либо риском. |                      |                                                                                                |

Более детальный анализ ЛПВП, который показывает распределение подклассов ЛПВП, является более точным диагностическим параметром. Более крупные подклассы ЛПВП обладают большей протективной способностью.

## Способы повышения уровня ЛПВП
Основой повышения уровня ЛПВП является сбалансированное питание, при котором излишек животных жиров заменяется растительными.
Повышению уровня ЛПВП способствует прием поликозанола. У пациентов, принимавших препараты с поликозанолом в течение 2 месяцев, наблюдалось увеличение концентрации ЛПВП до 10-25 %..
Также повысить концентрацию ЛПВП удавалось с помощью ниацина (никотиновой кислоты) и фибратов — производных фиброевой кислоты в форме таблеток. Последнее на сегодняшний день (третье) поколение фибратов при своей высокой эффективности практически не имеет побочных эффектов. Прием начинают с 1 таблетки 145 мг активного вещества один раз в сутки.